# Эффект памяти формы
Эффект памяти формы — явление возврата к первоначальной форме при нагреве, которое наблюдается у некоторых материалов после предварительной деформации.

## Введение
Одно из базовых восприятий людьми явлений внешнего мира — это стойкость и надёжность металлических изделий и конструкций, стабильно сохраняющих свою функциональную форму продолжительное время, если, конечно, они не подвергаются закритическим воздействиям.
Однако существует ряд материалов, металлических сплавов, которые при нагреве после предварительной деформации демонстрируют явление возврата к первоначальной форме.

## Феномен
Чтобы понять эффект памяти формы, достаточно один раз увидеть его проявление (см. рис 1). Что происходит?
1. Есть металлическая проволока.
2. Эту проволоку изгибают.
3. Начинаем нагревать проволоку.
4. При нагреве проволока распрямляется, восстанавливая свою исходную форму.

## Суть явления
Почему так происходит? (См. рис. 2)
1. В исходном состоянии в материале существует определённая структура. На рисунке она обозначена правильными квадратами.
2. При деформации (в данном случае изгибе) внешние слои материала вытягиваются, а внутренние сжимаются (средние остаются без изменения). Эти вытянутые структуры — мартенситные пластины, что не является необычным для металлических сплавов. Необычным является то, что в материалах с памятью формы мартенсит термоупругий.
3. При нагреве начинает проявляться термоупругость мартенситных пластин, то есть в них возникают внутренние напряжения, которые стремятся вернуть структуру в исходное состояние, то есть сжать вытянутые пластины и растянуть сплюснутые.
4. Поскольку внешние вытянутые пластины сжимаются, а внутренние сплюснутые растягиваются, материал в целом проводит автодеформацию в обратную сторону и восстанавливает свою исходную структуру, а вместе с ней и форму.

## Характеристики эффекта памяти формы
Эффект памяти формы характеризуется двумя величинами.
1. Маркой сплава со строго выдержанным химическим составом.
2. Температурами мартенситных превращений.

В процессе проявления эффекта памяти формы участвуют мартенситные превращения двух видов — прямое и обратное. Соответственно, каждое из них проявляется в своем температурном интервале: МН и МК — начало и конец прямого мартенситного превращения при охлаждении, АН и АК — начало и конец обратного мартенситного превращения при нагреве.
Температуры мартенситных превращений являются функцией как марки сплава (системы сплава), так и его химического состава. Небольшие изменения химического состава сплава (намеренные или как результат брака) ведут к сдвигу этих температур (см. рис. 4).
Отсюда следует необходимость строгой выдержки химического состава сплава для однозначного функционального проявления эффекта памяти формы, что переводит металлургическое производство в сферу высоких технологий.
Эффект памяти формы проявляется несколько миллионов циклов; его можно усиливать предварительными термообработками.
Возможны реверсивные эффекты памяти формы, когда материал при одной температуре «вспоминает» одну форму, а при другой температуре — другую.
Чем выше температуры обратного мартенситного превращения, тем в меньшей степени выражен эффект памяти формы. Например, слабый эффект памяти формы наблюдается в сплавах системы Fe—Ni (5—20 % Ni), у которых температуры обратного мартенситного превращения 200—400 ˚C.
В ряду функциональных свойств памяти формы важное теоретическое и практическое значение принадлежит явлению так называемой деформации ориентированного превращения. Смысл этого наследственного феномена заключается в следующем. Если охлаждаемое под напряжением тело разгрузить в области температур реализации пластичности прямого мартенситного превращения и не прекратить понижение температуры, далеко не всегда продолжающееся охлаждение не будет вызывать макроскопического деформирования. Наоборот, чаще всего деформация продолжает накапливаться, как если бы материал почти не разгружали. В других случаях имеет место интенсивный возврат при охлаждении. Такие свойства, первое из которых принято называть деформацией ориентированного превращения, второе — аномальным возвратом деформации, связывают с подрастанием возникших под нагрузкой кристаллов мартенсита — в случае деформации ориентированного превращения кристаллов положительной ориентации, а в случае аномального возврата — отрицательной ориентации. Названные явления могут быть инициированы, в частности, ориентированными микронапряжениями.

## Сверхупругость
Другим явлением, тесно связанным с эффектом памяти формы, является сверхупругость — свойство материала, подвергнутого нагружению до напряжения, значительно превышающего предел текучести, полностью восстанавливать первоначальную форму после снятия нагрузки. Сверхупругость наблюдается в области температур между началом прямого мартенситного превращения и концом обратного.

## Материалы с эффектом памяти формы

### Никелид титана
Лидером среди материалов с памятью формы по применению и по изученности является никелид титана (нитинол) — интерметаллид эквиатомного состава с 55 % Ni (по массе). Температура плавления — 1240—1310 ˚C, плотность — 6,45 г/см³. Исходная структура никелида титана стабильная объемно-центрированная кубическая решетка типа CsCl при деформации претерпевает термоупругое мартенситное превращение с образованием фазы низкой симметрии.
Элемент из никелида титана может исполнять функции как датчика, так и исполнительного механизма.
Никелид титана обладает следующими свойствами:
- очень высокой коррозионной стойкостью;
- высокой прочностью;
- хорошими характеристиками формозапоминания; высокий коэффициент восстановления формы и высокая восстанавливающая сила; деформация до 8 % может полностью восстанавливаться; напряжение восстановления при этом может достигать 800 МПа;
- хорошей биологической совместимостью;
- высокой демпфирующей способностью.

К недостаткам материала относят плохую технологичность и высокую цену:
- из-за наличия титана сплав легко присоединяет азот и кислород, для предотвращения окисления при производстве необходимо использовать вакуумирование;
- оборотной стороной высокой прочности является затрудненность обработки при изготовлении деталей, особенно резанием;
- в конце XX века никелид титана стоил ненамного дешевле серебра.

При современном уровне промышленного производства изделия из никелида титана (наряду со сплавами системы Cu-Zn-Al) нашли широкое практическое применение и рыночный сбыт.

### Другие сплавы
На конец XX века эффект памяти формы был обнаружен более чем у 20 сплавов. Кроме никелида титана, эффект памяти формы обнаружен в следующих системах:
- Au—Cd — разработан в 1951 году в Иллинойском университете (США); один из пионеров материалов с памятью формы;
- Cu—Zn—Al — наряду с никелидом титана имеет практическое применение; температуры мартенситных превращений в интервале от −170 до 100 ˚C; по сравнению с никелидом титана не подвержен быстрому окислению на воздухе, легко обрабатывается и в пять раз дешевле, но хуже по механическим (вследствие укрупнения зерна при термообработке), противокоррозионным и технологическим свойствам (проблемы стабилизации зерна в порошковой металлургии), характеристикам формозапоминания;
- Cu—Al—Ni — разработан в Осакском университете (Япония); температуры мартенситных превращения в интервале от 100 до 200 ˚C;
- Fe—Mn—Si — сплавы этой системы наиболее дешевые;
- Fe—Ni;
- Cu—Al;
- Cu—Mn;
- Co—Ni;
- Ni—Al.

Некоторые исследователи[кто?] полагают, что эффект памяти формы принципиально возможен у любых материалов, претерпевающих мартенситные превращения, в том числе и у таких чистых металлов как титан, цирконий и кобальт.

### Полимеры с памятью формы (ППФ)
Полимеры с памятью формы (ППФ) (англ. Shape-memory polymers, SMP) — класс полимерных материалов, способных возвращаться из деформированного состояния к первоначальной форме под воздействием внешних стимулов, таких как температура, свет, электрическое или магнитное поле, изменение pH или влага. По сравнению со сплавами с памятью формы (СПФ), ППФ обладают меньшей плотностью, большей пластичностью, биосовместимостью (опционально) и возможностью настройки свойств, что делает их перспективными для применения в медицине, аэрокосмической отрасли, текстильной промышленности, робототехнике и 4D-печати.

## Производство никелида титана
Плавку производят в вакуумно-гарнисажной или электродуговой печи с расходуемым электродом в защитной атмосфере (гелий или аргон). Шихтой в обоих случаях служит йодидный титан или титановая губка, спрессованная в брикеты, и никель марки Н-0 или Н-1. Для получения равномерного химического состава по сечению и высоте слитка рекомендуется двойной или тройной переплав. При выплавке в дуговой печи рекомендуется сила тока в 1,2 кА, напряжение — 40 В, давление гелия — 53 МПа. Оптимальный режим остывания слитков с целью предотвращения растрескивания — охлаждение с печью (не больше 10 ˚C/с). Удаление поверхностных дефектов — обдирка наждачным кругом. Для более полного выравнивая химического состава по объёму слитка проводят гомогенизацию при температуре 950—1000 ˚C в инертной атмосфере.

## Применение материалов с эффектом памяти формы

### Соединительные втулки из никелида титана
Втулка впервые разработана и внедрена фирмой «Рейхем Корпорейшен» (США) для соединения труб гидравлической системы военных самолетов. В истребителе более 300 000 таких соединений, но ни разу не поступило сообщений об их поломках. Внешний вид соединительной втулки показан на рис. 5. Её функциональными элементами являются внутренние выступы.
Применение таких втулок заключается в следующем (см. рис. 6):
1. Втулка в исходном состоянии при температуре 20 ˚C.
2. Втулка помещается в криостат, где при температуре −196 ˚C плунжером развальцовываются внутренние выступы.
3. Холодная втулка становится изнутри гладкой.
4. Специальными клещами втулку вынимают из криостата и надевают на концы соединяемых труб.
5. Комнатная температура является температурой нагрева для данного состава сплава, при нагревании до которой все происходит автоматически: внутренние выступы восстанавливают свою исходную форму, выпрямляются и врезаются во внешнюю поверхность соединяемых труб.

Получается прочное вакуумплотное соединение, выдерживающее давление до 800 атм. По сути дела этот тип соединения заменяет сварку. И предотвращает такие недостатки сварного шва, как неизбежное разупрочнение металла и накопление дефектов в переходной зоне между металлом и сварным швом.
Кроме того, этот метод соединения хорош для финального соединения при сборке конструкции, когда сварка из-за переплетения узлов и трубопроводов становится труднодоступной. Эти втулки используются в авиационной, космической и автомобильной технике. Этот метод также используется для соединения и ремонта труб подводных кабелей.

### В медицине
- Производство стентов, широко использующихся в рентгенэндоваскулярной хирургии.
- Перчатки, применяемые в процессе реабилитации и предназначенные для реактивации групп активных мышц с функциональной недостаточностью. Могут быть использованы в межзапястных, локтевых, плечевых, голеностопных и коленных суставах.
- Противозачаточные спиральки, которые после введения приобретают функциональную форму под воздействием температуры тела.
- Фильтры для введения в сосуды кровеносной системы. Вводятся в виде прямой проволоки с помощью катетера, после чего они приобретают форму фильтров, имеющих заданную локацию.
- Зажимы для защемления слабых вен.
- Искусственные мышцы, которые приводятся в действие электрическим током.
- Крепежные штифты, предназначенные для фиксации протезов на костях.
- Искусственное удлинительное приспособление для так называемых растущих протезов у детей.
- Замещение хрящей головки бедренной кости. Заменяющий материал становится самозажимным под действием сферической формы (головки бедренной кости).
- Стержни для коррекции позвоночника при сколиозе.
- Временные зажимные фиксирующие элементы при имплантации искусственного хрусталика.
- Оправа для очков. В нижней части, где стекла крепятся проволокой. Пластиковые линзы не выскальзывают при охлаждении. Оправа не растягивается при протирке линз и длительном использовании. Используется эффект сверхупругости.
- Ортопедические имплантаты.
- Проволока (ортодонтическая дуга) для исправления зубного ряда.
- Дентальные имплантаты (самофиксация расходящихся элементов в кости).
- Пластины для исправления воронкообразной деформации грудной клетки.

### Тепловая сигнализация
- Пожарная сигнализация.
- Противопожарные заслонки.
- Сигнальные устройства для ванн.
- Сетевой предохранитель (защита электрических цепей).
- Устройство автоматического открывания-закрывания окон в теплицах.
- Бойлерные баки тепловой регенерации.
- Пепельница с автоматическим стряхиванием пепла.
- Электронный контактор.
- Система предотвращения выхлопа газов, содержащих пары топлива (в автомобилях).
- Устройство для удаления тепла из радиатора.
- Устройство для включения противотуманных фар.
- Регулятор температуры в инкубаторе.
- Ёмкость для мытья теплой водой.
- Регулирующие клапаны охлаждающих и нагревательных устройств, тепловых машин.

### Другие применения
- Фирма «Фокусу Боро» (Япония) использует никелид титана в приводных устройствах самописцев. Входной сигнал самописца преобразуется в электрический ток, которым нагревается проволока из никелида титана. За счет удлинения и сокращения проволоки приводится в движение перо самописца. С 1972 года изготовлено несколько миллионов таких узлов (данные на конец XX века). Так как механизм привода очень прост, поломки случаются крайне редко.
- Электронная кухонная плита конвекционного типа. Для переключения вентиляции при микроволновом нагреве и нагреве циркуляционным горячим воздухом используется датчик из никелида титана.
- Чувствительный клапан комнатного кондиционера. Регулирует направление ветра в продувочном отверстии кондиционера, предназначенного для охлаждения и отопления.
- Кофеварка. Определение температуры кипения, а также для включения-выключения клапанов и переключателей.
- Электромагнитный кухонный комбайн. Индукционный нагрев производится вихревыми токами, возникающими на дне кастрюли под действием магнитных полей. Чтобы не обжечься, появляется сигнал, который приводится в действие элементом в виде катушки из никелида титана.
- Электронная сушилка-хранилище. Приводит в движение заслонки при регенерации обезвоживающего вещества.
- В начале 1985 года формозапоминающие сплавы, используемые для изготовления каркасов бюстгальтеров, стали с успехом завоевывать рынок. Металлический каркас в нижней части чашечек состоит из проволоки из никелида титана. Здесь используется свойство сверхупругости. При этом нет ощущения присутствия проволоки, впечатление мягкости и гибкости. При деформации (при стирке) легко восстанавливает форму. Сбыт — 1 млн штук в год. Это одно из первых практических применений материалов с памятью формы.
- Изготовление разнообразного зажимного инструмента.
- Герметизация корпусов микросхем.
- Высокая эффективность превращения работы в тепло при мартенситных превращениях (в никелиде титана) предполагает использование таких материалов не только как высокодемпфирующих, но и в качестве рабочего тела холодильников и тепловых насосов.
- Свойство сверхупругости используется для создания высокоэффективных пружин и аккумуляторов механической энергии.
- Также используется эффект памяти формы в изготовлении ювелирных изделий, например, в украшениях в виде цветка, при нагревании которого прикосновением тела лепестки цветка раскрываются, обнажая спрятанный внутри драгоценный камень.
- Эффект памяти формы используется и иллюзионистами, например, в фокусе с изогнутым гвоздём, самостоятельно выпрямляющимся в руках фокусника или одного из зрителей.